# Atletico Oristano Calcio Femminile 2005-2006
Questa voce raccoglie le informazioni riguardanti l'Atletico Oristano Calcio Femminile nelle competizioni ufficiali della stagione 2005-2006.

## Stagione
La stagione, caratterizzata da un drastico ridimensionamento degli obiettivi da parte della dirigenza, vedrà rispecchiare i timori del tecnico Roberto Porcheddu che, pur disponendo di un organico basato prevalentemente su ragazze giovanissime e con defezioni importanti come le centrocampiste Marcella Gozzi e Katia Serra, passate rispettivamente al Porto Mantovano e all'Agliana, e delle attaccanti Fabiana Colasuonno, trasferitasi al M. Matese Bojano, e la spagnola Ángeles Parejo, arrivata all'Olbia, affronta il girone 1 del primo turno di Coppa Italia; con 6 sconfitte su altrettanti incontri la squadra viene eliminata già alla prima fase.
Già al termine del primo incontro di campionato, perso per 9-1 nella trasferta col Torino, Porcheddu azzarda nel dichiarare la squadra sembra destinata a sicura retrocessione. L'Atletico Oristano si conferma squadra incapace di competere al livello delle avversarie anche dopo l'avvicendamento in panchina con il nuovo tecnico Beppino (o Peppino) Barbierato, inanellando una serie di 22 sconfitte su 22 incontri di campionato e subendo 154 reti, contro le sole 4 realizzate, e la conseguente matematica retrocessione con diverse giornate d'anticipo.

## Organigramma societario
- Massimiliano Stevelli - Vicepresidente
- Massimiliano Stevelli - Direttore sportivo
- Elisabetta Saderi - Segretaria

## Rosa
| N. |                   | Ruolo | Calciatrice            |
| -- | ----------------- | ----- | ---------------------- |
|    | Italia (bandiera) | P     | Anna Piras             |
|    | Italia (bandiera) | P     | Simona Spissu          |
|    | Italia (bandiera) | D     | Simona Crobu           |
|    | Italia (bandiera) | D     | Filomena De Vincenzo   |
|    | Italia (bandiera) | D     | Antonella Giglio       |
|    | Italia (bandiera) | D     | Severina Lucia Marras  |
|    | Italia (bandiera) | D     | Alivesi Masala         |
|    | Italia (bandiera) | C     | Federica Cesca         |
|    | Italia (bandiera) | C     | Elisa Deiana           |
|    | Italia (bandiera) | C     | Maria Letizia Giordano |
|    | Italia (bandiera) | C     | Martina Lenzu          |
|    | Italia (bandiera) | C     | Maria Francesca Lugas  |

| N. |                   | Ruolo | Calciatrice        |
| -- | ----------------- | ----- | ------------------ |
|    | Italia (bandiera) | C     | Lavinia Masia      |
|    | Italia (bandiera) | C     | Daniela Mattana    |
|    | Italia (bandiera) | C     | Sandy Ogno         |
|    | Italia (bandiera) | C     | Silvia Pontil      |
|    | Italia (bandiera) | C     | Martina Porcu      |
|    | Italia (bandiera) | C     | Debora Serra       |
|    | Italia (bandiera) | C     | Anna Maria Solinas |
|    | Italia (bandiera) | A     | Virginia Atzori    |
|    | Italia (bandiera) | A     | Sara Casu          |
|    | Italia (bandiera) | A     | Chiara Corona      |
|    | Italia (bandiera) | A     | Silvia Fusciani    |

## Calciomercato

### Sessione estiva
| Acquisti | Acquisti        | Acquisti   | Acquisti      |
| R.       | Nome            | da         | Modalità      |
| -------- | --------------- | ---------- | ------------- |
| C        | Daniela Mattana | Villaputzu | fine prestito |

| Cessioni | Cessioni           | Cessioni         | Cessioni   |
| R.       | Nome               | a                | Modalità   |
| -------- | ------------------ | ---------------- | ---------- |
| C        | Marcella Gozzi     | Porto Mantovano  | definitivo |
| C        | Katia Serra        | Agliana          | definitivo |
| A        | Fabiana Colasuonno | M. Matese Bojano | definitivo |
| A        | Ángeles Parejo     | Olbia            | definitivo |

## Risultati

### Serie A

#### Girone di andata
| 9 ottobre 2005 1ª giornata | Torino    | 9 – 1 referto      | Atletico Oristano |  |
| \| \| \| \| \| Pasqui 3’, 30’ Panico 38’, 46’, 55’ Zorri 43’, 60’ (rig.) Mazzantini 51’ Carissimi 57’ \| Marcatori \| 62’ (rig.) Mattana \| |           |                    |                   |  |
| |           |                    |                   |  |
| Pasqui 3’, 30’ Panico 38’, 46’, 55’ Zorri 43’, 60’ (rig.) Mazzantini 51’ Carissimi 57’                                                      | Marcatori | 62’ (rig.) Mattana |                   |  |

| Oristano 15 ottobre 2005 2ª giornata                                                                           | Atletico Oristano | 0 – 10 referto                                                               | Bardolino Verona | Stadio comunale Tharros |
| \| \| \| \| \| \| Marcatori \| 6’, 33’, 54’, 75’, 76’ Gabbiadini 20’ Brumana 55’, 74’, 84’, 90’ (rig.) Boni \| |                   |                                                                              |                  |                         |
| |                   |                                                                              |                  |                         |
| | Marcatori         | 6’, 33’, 54’, 75’, 76’ Gabbiadini 20’ Brumana 55’, 74’, 84’, 90’ (rig.) Boni |                  |                         |

| Arbitro: | Marongiu (Sassari) |

|                      |           |                                                                      |
| Porcu 24’ Deiana 80’ | Marcatori | 48’ (aut.) Masia 7’, 18’, 34’ Riboldi 25’ (aut.) Solinas 79’ Mangili |

| Arbitro: | Fiori |

|                                                                                    |           |  |
| Marsico 3’, 15’, 29’ Croce 24’, 33’ Perelli 50’ Ulivi 57’ Cama 65’, 79’ Casali 83’ | Marcatori |  |

| Arbitro: | Nurchi |

|  |           |                                                             |
|  | Marcatori | 5’, 18’, 31’ Tagliabracci 9’, 48’ Vicchiarello 84’ Dulbecco |

| Arbitro: | Pansecchi |

|                                                                         |           |  |
| Giugni 11’, 19’, 61’, 90’ Tommasi 24’, 33’ Pellizzer 46’ Prost 76’, 83’ | Marcatori |  |

| Arbitro: | Nurchi (Alghero) |

|  |           |                                                                                                   |
|  | Marcatori | 10’, 48’ Pěničková 30’ Piva 42’ Simonato 56’ Illiano 60’ Mauro 83’ Femia 85’ Inglese 89’ Minisini |

| Arbitro: | Nurchi (Alghero) |

|                                                                      |           |  |
| Pedersen 3’, 25’, 34’, 57’, 70’, 82’ Ricco 20’, 26’, 49’ Cherchi 85’ | Marcatori |  |

| Arbitro: | Franco (Milano) |

|  |           |                                                                |
|  | Marcatori | 12’ Sodini 44’ Colasuonno 65’ Farina 68’ Sorvillo 79’ Bellucci |

| Arbitro: | Scremin |

|                                                          |           |  |
| Baldi 17’, 75’ Fuselli 34’, 43’ Ugolini 53’ Pizzichi 58’ | Marcatori |  |

| Arbitro: | Scremin (Genova) |

|  |           |                               |
|  | Marcatori | 10’, 22’ Gazzoli 20’ Stracchi |

#### Girone di ritorno
| 4 febbraio 2006 12ª giornata                                                                   | Atletico Oristano | 0 – 5 referto                                                | Torino |  |
| \| \| \| \| \| \| Marcatori \| 2’ Manieri 4’ Margiotta 29’ Mazzantini 73’ Panico 76’ Pasqui \| |                   |                                                              |        |  |
|                                                                                                |                   |                                                              |        |  |
|                                                                                                | Marcatori         | 2’ Manieri 4’ Margiotta 29’ Mazzantini 73’ Panico 76’ Pasqui |        |  |

| Arbitro: | Pellegrini |

|                                                                                      |           |  |
| 2’, 65’ Tuttino 9’ Bonometti 30’, 40’, 71’, 92’ Boni 46’, 90’ Gabbiadini 69’ Manzoni | Marcatori |  |

| Arbitro: | Mancassola (Legnago) |

| |           |  |
| Rota 3’, 60’ Riboldi 6’, 35’, 68’ Ramera 25’, 53’ Zizioli 30’ Mangili 47’ Scarpellini 55’ (rig.), 83’ Busi 85’ Nespoli 87’ | Marcatori |  |

| Oristano 4 marzo 2006, ore 15:00 CET 15ª giornata                                | Atletico Oristano | 0 – 6 referto                                  | ACF Milan | Stadio comunale Tharros (ca. 100 spett.) |
| \| \| \| \| \| \| Marcatori \| 5’, 22’, 73’ Marsico 14’, 66’ Croce 33’ Dudine \| |                   |                                                |           |                                          |
|                                                                                  |                   |                                                |           |                                          |
|                                                                                  | Marcatori         | 5’, 22’, 73’ Marsico 14’, 66’ Croce 33’ Dudine |           |                                          |

| Arbitro: | Ballarino |

|                                                                           |           |  |
| Vicchiarello 17’, 81’ Porcu 35’ (aut.) Rosciani 43’ Tagliabracci 71’, 84’ | Marcatori |  |

| Arbitro: | Antonio Marongiu (Sassari) |

|  |           |                                                        |
|  | Marcatori | 1’ D'Astolfo 10’ Davoli 35’ D'Alessio 44’, 62’ Cavagni |

| Arbitro: | Papaiz (Maniago) |

|                                                                     |           |  |
| Gama 3’ Bologna 7’ Pěničková 9’, 85’ Bedin 69’, 81’ Donà 75’ (rig.) | Marcatori |  |

| Arbitro: | Nurchi (Bosa) |

|  |           | |
|  | Marcatori | 7’, 11’, 15’, 45’ Guarino 13’ Valenti 22’ Domenichetti 40’ (rig.) Ricco 55’ Conti 65’ Carboni 84’ Cortesi |

| Arbitro: | Perrone |

|                                       |           |             |
| Bellucci 20’ Lanzieri 65’ Coluzzi 66’ | Marcatori | 29’ Solinas |

| Arbitro: | Marongiu |

|  |           |                            |
|  | Marcatori | 3’ Mauro 18’, 24’ Pizzichi |

| Arbitro: | Ricciardella (Verbania) |

|                               |           |  |
| Stracchi 14’ Gazzoli 20’, 48’ | Marcatori |  |

### Coppa Italia

#### Primo turno
Girone 1
| 4 settembre 2005, ore 15:00 CEST Andata | Atletico Oristano | 0 – 3 | Villaputzu |  |

| Olbia 11 settembre 2005, ore 15:00 CEST Andata                                                     | Olbia     | 5 – 3                    | Atletico Oristano | Stadio Bruno Nespoli |
| \| \| \| \| \| Parejo ?’, ?’, ?’ Perfetto ?’ Carrus ?’ \| Marcatori \| ?’ Deiana ?’, ?’ Mattana \| |           |                          |                   |                      |
| |           |                          |                   |                      |
| Parejo ?’, ?’, ?’ Perfetto ?’ Carrus ?’                                                            | Marcatori | ?’ Deiana ?’, ?’ Mattana |                   |                      |

| Sassari 17 settembre 2005, ore 15:00 CEST Andata | Torres Terra Sarda | 3 – 0 a tav. referto | Atletico Oristano | Stadio Vanni Sanna\| Arbitro: \| Dessena (Ozieri) \| |
| Arbitro:                                         | Dessena (Ozieri)   |                      |                   |                                                      |

| Villaputzu 2 ottobre 2006 Ritorno | Villaputzu | 5 – 0 | Atletico Oristano | Stadio comunale |

| 14 gennaio 2006, ore 14:30 CET Ritorno | Atletico Oristano | 0 – 3 | Olbia |  |

| Arbitro: | Puggioni |

|  |           |                                                                |
|  | Marcatori | 16’, 57’ Guarino 28’ Placchi 70’ Valenti 74’ Sardu 85’ Cortesi |

## Statistiche

### Statistiche di squadra
| Competizione | Punti | In casa | In casa | In casa | In casa | In casa | In casa | In trasferta | In trasferta | In trasferta | In trasferta | In trasferta | In trasferta | Totale | Totale | Totale | Totale | Totale | Totale | DR   |
| Competizione | Punti | G       | V       | N       | P       | Gf      | Gs      | G            | V            | N            | P            | Gf           | Gs           | G      | V      | N      | P      | Gf     | Gs     | DR   |
| ------------ | ----- | ------- | ------- | ------- | ------- | ------- | ------- | ------------ | ------------ | ------------ | ------------ | ------------ | ------------ | ------ | ------ | ------ | ------ | ------ | ------ | ---- |
| Serie A      | 0     | 11      | 0       | 0       | 11      | 2       | 68      | 11           | 0            | 0            | 11           | 2            | 86           | 22     | 0      | 0      | 22     | 4      | 154    | -150 |
| Coppa Italia | -     | 3       | 0       | 0       | 3       | 0       | 12      | 3            | 0            | 0            | 3            | 3            | 13           | 6      | 0      | 0      | 6      | 3      | 25     | -22  |
| Totale       | -     | 14      | 0       | 0       | 14      | 2       | 80      | 14           | 0            | 0            | 14           | 5            | 99           | 28     | 0      | 0      | 28     | 7      | 179    | -172 |

### Andamento in campionato
| Giornata  | 1  | 2  | 3  | 4  | 5  | 6  | 7  | 8  | 9  | 10 | 11 | 12 | 13 | 14 | 15 | 16 | 17 | 18 | 19 | 20 | 21 | 22 |
| --------- | -- | -- | -- | -- | -- | -- | -- | -- | -- | -- | -- | -- | -- | -- | -- | -- | -- | -- | -- | -- | -- | -- |
| Luogo     | T  | C  | C  | T  | C  | T  | C  | T  | C  | T  | C  | C  | T  | T  | C  | T  | C  | T  | C  | T  | C  | T  |
| Risultato | P  | P  | P  | P  | P  | P  | P  | P  | P  | P  | P  | P  | P  | P  | P  | P  | P  | P  | P  | P  | P  | P  |
| Posizione | 12 | 12 | 12 | 12 | 12 | 12 | 12 | 12 | 12 | 12 | 12 | 12 | 12 | 12 | 12 | 12 | 12 | 12 | 12 | 12 | 12 | 12 |

Legenda:

Luogo: C = Casa; T = Trasferta. Risultato: V = Vittoria; N = Pareggio; P = Sconfitta.

### Statistiche delle giocatrici
| Giocatore      | Serie A  | Serie A | Serie A     | Serie A    | Coppa Italia | Coppa Italia | Coppa Italia | Coppa Italia | Totale   | Totale | Totale      | Totale     |
| Giocatore      | Presenze | Reti    | Ammonizioni | Espulsioni | Presenze     | Reti         | Ammonizioni  | Espulsioni   | Presenze | Reti   | Ammonizioni | Espulsioni |
| -------------- | -------- | ------- | ----------- | ---------- | ------------ | ------------ | ------------ | ------------ | -------- | ------ | ----------- | ---------- |
| V. Atzori      | ?        | 0       | ?           | ?          | ?            | ?            | ?            | ?            | ?        | 0+     | ?           | ?          |
| S. Casu        | ?        | 0       | ?           | ?          | ?            | ?            | ?            | ?            | ?        | 0+     | ?           | ?          |
| F. Cesca       | ?        | 0       | ?           | ?          | ?            | ?            | ?            | ?            | ?        | 0+     | ?           | ?          |
| C. Corona      | ?        | 0       | ?           | ?          | ?            | ?            | ?            | ?            | ?        | 0+     | ?           | ?          |
| S. Crobu       | ?        | 0       | ?           | ?          | ?            | ?            | ?            | ?            | ?        | 0+     | ?           | ?          |
| F. De Vincenzo | ?        | 0       | ?           | ?          | ?            | ?            | ?            | ?            | ?        | 0+     | ?           | ?          |
| E. Deiana      | ?        | 1       | ?           | ?          | ?            | 1            | ?            | ?            | ?        | 2      | ?           | ?          |
| S. Fusciani    | ?        | 0       | ?           | ?          | ?            | ?            | ?            | ?            | ?        | 0+     | ?           | ?          |
| A. Giglio      | ?        | 0       | ?           | ?          | ?            | ?            | ?            | ?            | ?        | 0+     | ?           | ?          |
| M.L. Giordano  | ?        | 0       | ?           | ?          | ?            | ?            | ?            | ?            | ?        | 0+     | ?           | ?          |
| M. Lenzu       | ?        | 0       | ?           | ?          | ?            | ?            | ?            | ?            | ?        | 0+     | ?           | ?          |
| M.F. Lugas     | ?        | 0       | ?           | ?          | ?            | ?            | ?            | ?            | ?        | 0+     | ?           | ?          |
| S.L. Marras    | ?        | 0       | ?           | ?          | ?            | ?            | ?            | ?            | ?        | 0+     | ?           | ?          |
| A. Masala      | ?        | 0       | ?           | ?          | ?            | ?            | ?            | ?            | ?        | 0+     | ?           | ?          |
| L. Masia       | ?        | 0       | ?           | ?          | ?            | ?            | ?            | ?            | ?        | 0+     | ?           | ?          |
| D. Mattana     | ?        | 1       | ?           | ?          | ?            | 2            | ?            | ?            | ?        | 3      | ?           | ?          |
| S. Ogno        | ?        | 0       | ?           | ?          | ?            | ?            | ?            | ?            | ?        | 0+     | ?           | ?          |
| A. Piras       | ?        | 0       | ?           | ?          | ?            | ?            | ?            | ?            | ?        | 0+     | ?           | ?          |
| S. Pontil      | ?        | 0       | ?           | ?          | ?            | ?            | ?            | ?            | ?        | 0+     | ?           | ?          |
| M. Porcu       | ?        | 1       | ?           | ?          | ?            | ?            | ?            | ?            | ?        | 1+     | ?           | ?          |
| D. Serra       | ?        | 0       | ?           | ?          | ?            | ?            | ?            | ?            | ?        | 0+     | ?           | ?          |
| A.M. Solinas   | ?        | 1       | ?           | ?          | ?            | ?            | ?            | ?            | ?        | 1+     | ?           | ?          |
| S. Spissu      | ?        | 0       | ?           | ?          | ?            | ?            | ?            | ?            | ?        | 0+     | ?           | ?          |